# Courcelles (Charente-Maritime)
Courcelles település Franciaországban, Charente-Maritime megyében. Lakosainak száma 454 fő (2022. január 1.). Courcelles Antezant-la-Chapelle, Poursay-Garnaud, Saint-Jean-d’Angély, Saint-Julien-de-l’Escap, Vervant és Essouvert községekkel határos.

## Népesség
A település népességének változása:
| Lakosok száma | 335  | 461  | 494  | 435  | 466  | 478  | 471  | 462  | 457  | 454  |
|               | 1968 | 1982 | 1990 | 2006 | 2013 | 2015 | 2017 | 2019 | 2020 | 2022 |